# Afterlove EP
Afterlove EP é uma visual novel de 2025 desenvolvida pelo estúdio de jogos indonésio Pikselnesia e publicada pela Fellow Traveller Games. Foi lançado em 14 de fevereiro de 2025 para Nintendo Switch, Windows e Xbox Series X/S. O jogo se passa em Jacarta e segue a história de Rama, um jovem músico que precisa criar uma Extended play para sua banda musical em 28 dias, um ano após lamentar a morte de sua namorada Cinta.

## Jogabilidade
Afterlove EP é uma visual novel de rolagem lateral descrita como uma mistura de gêneros de simulação de namoro, jogo de ritmo e jogo de aventura. O jogador controla Rama, um jovem músico que faz parte de uma banda musical com Adit e Tasya. Sua namorada, Cinta, morre de uma emergência de saúde. Um ano depois, Rama aborda seus companheiros de banda e descobre que precisa criar uma peça estendida em 28 dias para uma próxima apresentação da banda. O sucesso da criação da peça estendida por Rama determinará sua permanência na banda musical. Rama também tem alucinações com a voz de Cinta que interrompe as ações e conversas de Rama, às quais Rama tende a responder durante as conversas.
O jogador pode decidir o que Rama pode fazer naquele período de tempo. No entanto, o jogador está limitado a realizar duas ações por dia: uma pela manhã e uma à noite. O jogador pode interagir com várias pessoas, viajar pelo mapa do jogo ou fazer terapia. O jogador também pode correr ou avançar rapidamente o diálogo. Rama também pode escolher opções de diálogo.
O jogo também apresenta uma seção de jogo de ritmo onde o jogador toca e segura botões direcionais que chegam do lado esquerdo e direito. Entretanto, o desempenho do jogador nas seções do jogo de ritmo não afeta o diálogo entre os personagens. O jogo apresenta uma jogabilidade de simulação de namoro onde Rama pode desenvolver relacionamentos com três possíveis pretendentes que podem afetar a narrativa.

## Desenvolvimento e lançamento
Afterlove EP foi desenvolvido pelo estúdio de jogos indie indonésio Pikselnesia e publicado pela Fellow Traveller Games. O jogo foi anunciado pela primeira vez como Projeto Heartbreak pelo diretor do jogo Mohammad Fahmi, diretor de Coffee Talk e What Comes After em abril de 2021. O jogo foi então anunciado novamente como Afterlove EP em dezembro de 2021 para lançamento em 2022. Entretanto, durante o desenvolvimento do jogo, o diretor criativo Mohammad Fahmi morreu em março de 2022. Pixelnesia, a equipe montada por Fahmi para o Afterlove EP, parou de trabalhar no jogo por dois meses. O desenvolvimento foi retomado depois que o designer narrativo Galuh Elsa (também conhecido como Sasha Ariana), um escritor de jogos anteriores What Comes After e A Space for the Unbound, assumiu o papel de desenvolvimento principal. A Pikselnesia e a Fellow Traveler Games anunciaram que o jogo seria lançado no terceiro trimestre de 2024, e depois foi transferido para 14 de fevereiro de 2025.
O jogo já estava em desenvolvimento há dois anos, então a Pixelnesia se baseou em um esboço dado por Fahmi para a direção do jogo e os personagens principais. A maioria dos diálogos e cenas foram escritos após a morte de Fahmi. Afterlove EP foi influenciado por visual novels e simuladores de namoro. As seções do jogo de ritmo, que foram adicionadas para refletir Rama como músico, foram consideradas minijogos. O desenvolvimento do jogo levou quatro anos, com dois anos para o planejamento do desenvolvimento.
De acordo com o produtor do jogo Ivor Dwitomo, Fahmi queria criar o jogo para "mostrar um pouco da vida de como é ser jovem e viver nos lugares onde ele próprio cresceu e viveu". Como tal, o jogo se passa em Jacarta, a capital da Indonésia. O jogo apresenta lugares no sul de Jacarta, nos quais os desenvolvedores se concentraram, como Blok M e  id. O jogo também retrata aspectos da cultura indonésia, como o warung e o ondel-ondel. Pikselnesia também colaborou com a banda de música indie de Jacarta  id, que produziu sete músicas para o jogo, com quatro das faixas feitas após a morte de Fahmi.

## Recepção
Afterlove EP recebeu críticas "mistas ou médias" de acordo com o site de agregação de críticas Metacritic.
Alex Ororna, do Nintendo World Report, elogiou a escrita das sessões de terapia, que ele considerou autênticas para profissionais médicos.
Edwin Evans-Thirwell, do Rock Paper Shotgun, chamou o estilo de arte visual do jogo de desenhado à mão e sua música de suave indie rock.
Graham Banas, da Push Square, criticou a jogabilidade rítmica pela imprecisão dos hitboxes, mas minimizou as críticas, já que as seções de ritmo não eram frequentes no jogo. Eles também notaram que "a escrita é ótima, lidando com temas pesados respeitosamente, mesmo que a nuance e sutileza oscilem ocasionalmente" e classificaram a música como shoegaze, emo e pós-rock.
Michelle See-Tho, da Nintendo Life, observou a "justaposição chocante" de mundanidade e temas pesados como trauma, o que também foi uma "estranheza bem-sucedida".